# Ӏ
Ӏ, ӏは、キリル文字のひとつ。コーカサス諸語である、アバザ語、アディゲ語、アヴァル語、チェチェン語、ダルギン語、イングーシ語、カバルド語、ラク語、レズギ語、タバサラン語などで使われる。パーロチカは、ロシア語で「棒」と言う意味である。
ウクライナ語やベラルーシ語のイに間違えやすい。区別できるフォントもかなり少ない。
小文字と大文字は、区別されることはあまり無い。小文字はUnicode 5.0にリリースされた。

## 呼称
- ロシア語 : па́лочка
- 英語 : palochka

## 音素
- Ӏ は通常、独立した音価は持たないが、前の子音が放出音であることを表す。ただし、チェチェン語、イングーシ語では喉頭蓋破裂音、アディゲ語とカバルド語では声門破裂音を表す。

## アルファベット上の位置
- アディゲ語、カバルド語では最後から二番目に位置する（最後の文字は「Ӏу」の連字）。
- チェチェン語、イングーシ語の最後の文字。

## 符号位置
| 大文字 | Unicode | JIS X 0213 | 文字参照        | 小文字 | Unicode | JIS X 0213 | 文字参照        | 備考 |
| ------ | ------- | ---------- | --------------- | ------ | ------- | ---------- | --------------- | ---- |
| Ӏ      | U+04C0  | -          | &#x4C0; &#1216; | ӏ      | U+04CF  | -          | &#x4CF; &#1231; |      |